# SLM Ed 3/4

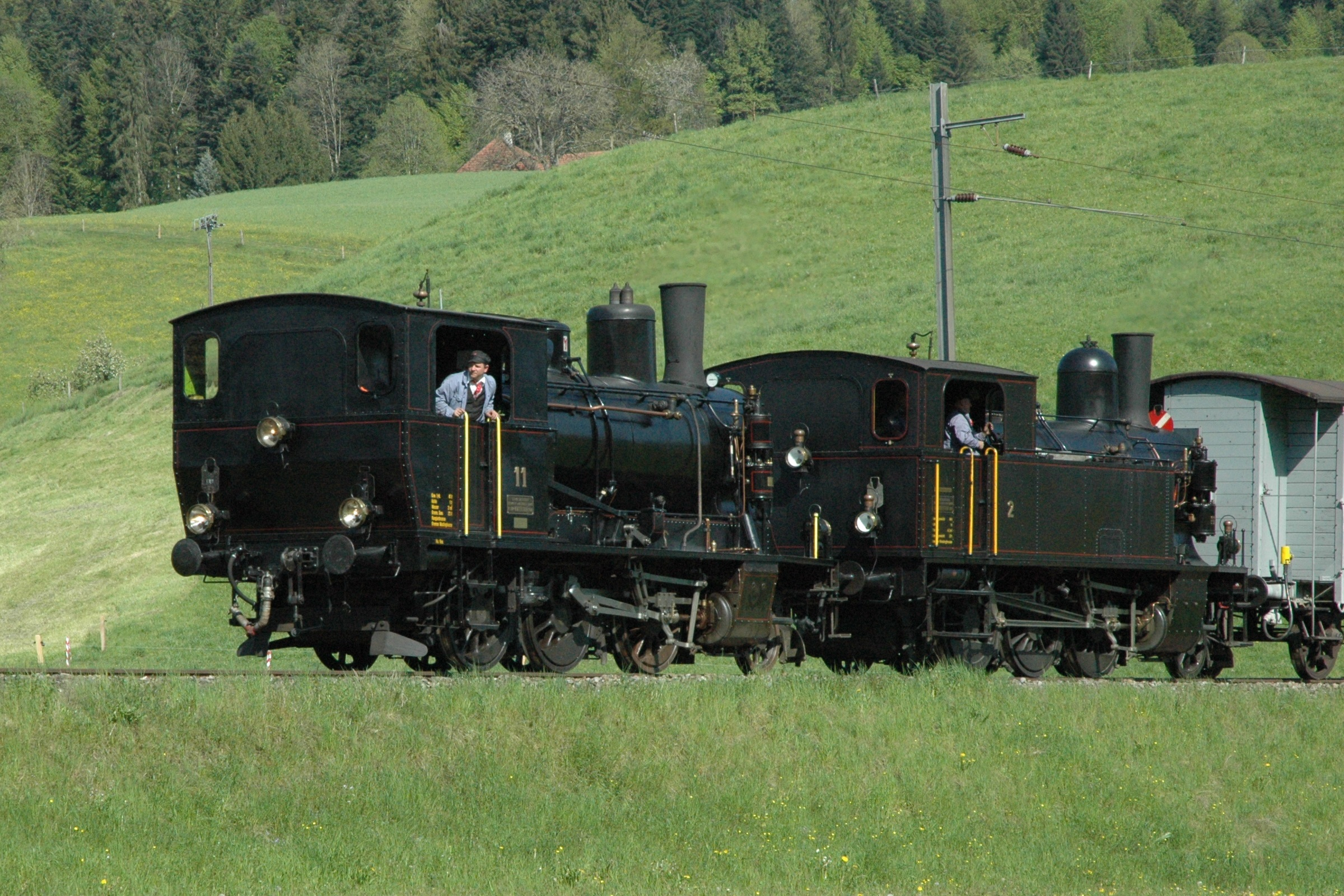
Dampflokomotiven Ed 3/4 Nr. 11 (ex LHB) und Nr. 2 (ex SMB) des Vereins Historische Eisenbahn Emmental

In den Jahren 1902 bis 1908 wurden von der Schweizerischen Lokomotiv- und Maschinenfabrik in Winterthur (SLM) für mehrere Schweizer Privatbahnen unter der Bezeichnung Ed 3/4 normalspurige Tender-Dampflokomotiven der Bauart 1'C n2t für den gemischten Dienst geliefert. Dabei wurden 3 verschiedene Standardtypen produziert.

## Bauart Ed 3/4 Typ Seetalbahn

### Lokomotiven der Seetalbahn

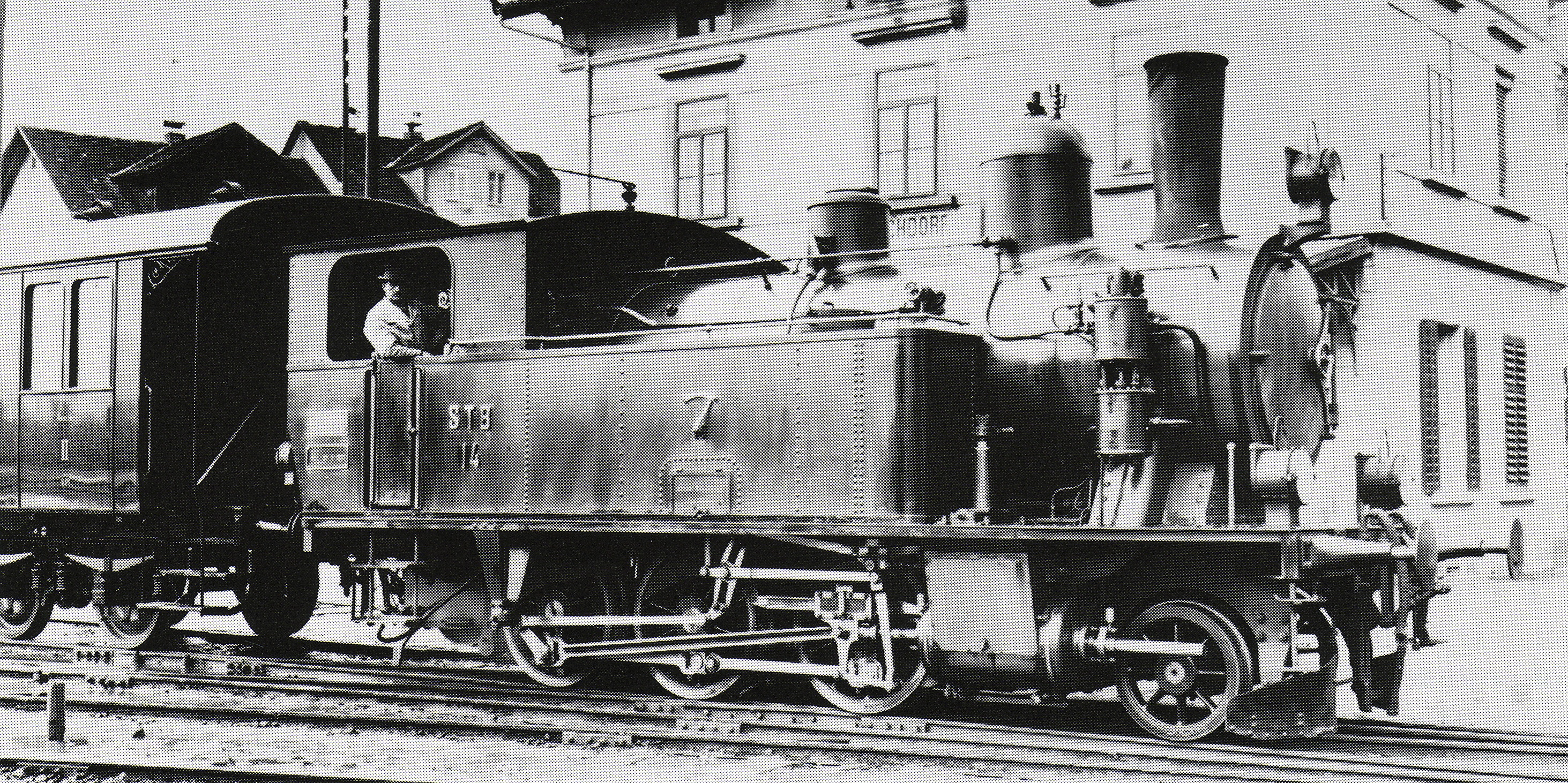
Dampflokomotive Nr. 14 der Seetalbahn

Dieser Typ wurde 1902 für die Seetalbahn entwickelt, die als Strassenbahn erstellt worden war und somit starke Steigungen (bis 38 ‰) aufweist. Dementsprechend wurden relativ kleine Triebräder (1030 mm Durchmesser) eingebaut, um die Zugkraft zu erhöhen. Dies schränkte zwar die Höchstgeschwindigkeit ein, was aber zu verschmerzen war, musste doch aufgrund der Linienführung durch die Dörfer (mit vielen unbeschrankten Bahnübergängen) so oder so vielerorts auf Sicht gefahren werden.
Im Gegensatz zu den zuvor an die JN (SBB Nr. 6551–6558) und an die JS (SBB Nr. 6501–6512) gelieferten Dampflokomotiven mit der Bezeichnung Ec 3/4 wirkte bei diesen Lokomotiven die Triebstange auf die dritte Antriebsachse, eine Folge der gedrängten Bauweise mit einem Gesamt-Achsstand der Antriebsachsen von nur 2,5 m. Aus demselben Grund hatte es auch nur Platz für einen Bremsklotz pro Triebrad. In Anbetracht des schwach gebauten Trassees hatten die Lokomotiven zudem ein Reibungsgewicht von bloss rund 11 t pro Antriebsachse.

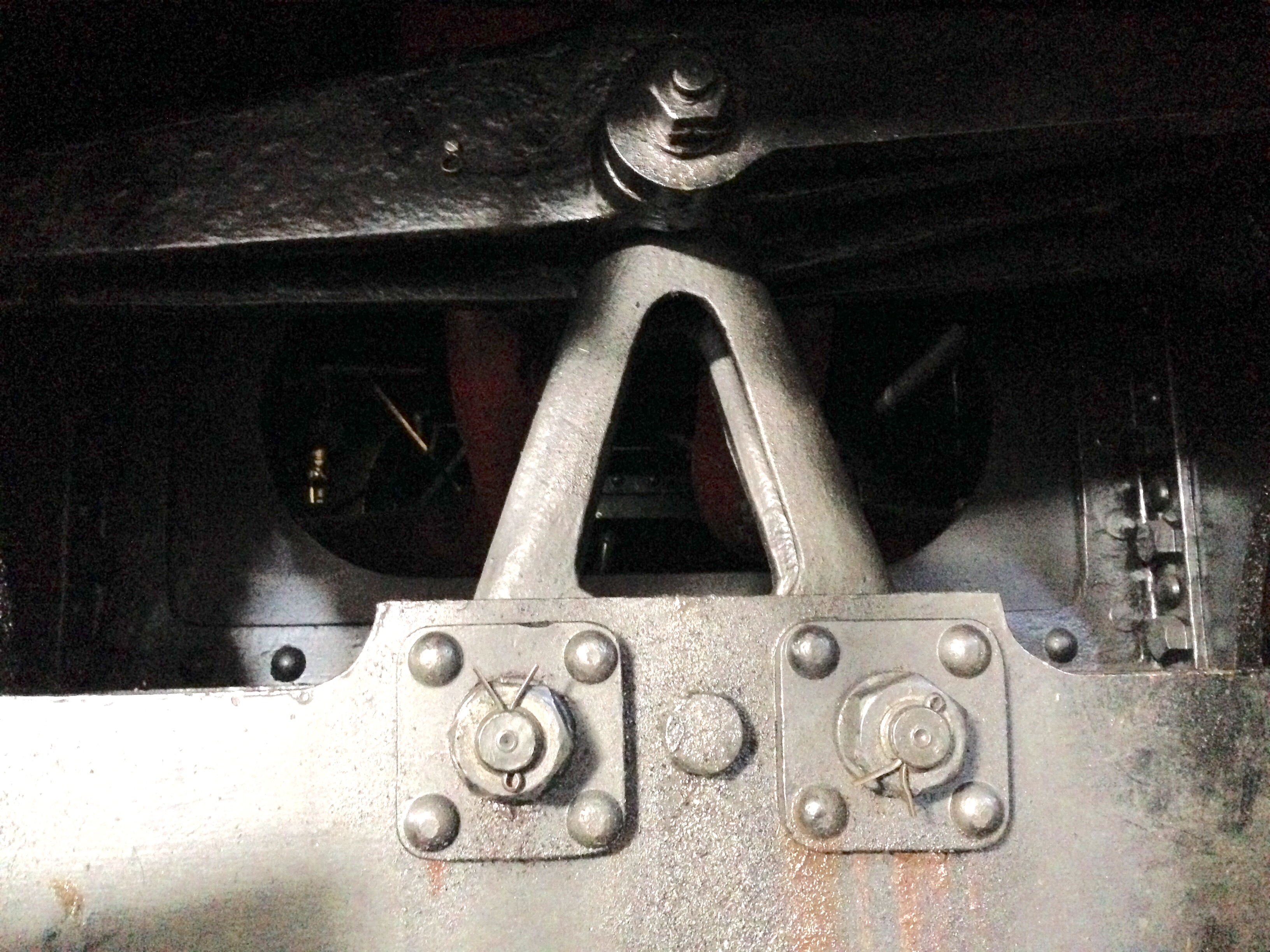
Dreieckstelze zur Abstützung des Rahmens auf der Laufachse

Die Laufachse wurde als Bisselachse ausgeführt, auf die der Lokomotivrahmen über eine Dreieckstelze (Basis links und rechts in Pfannen gelagert) abgestützt ist. Wird bei einer Auslenkung der Laufachse diese Dreieckstelze seitlich abgekippt, wirkt sie wegen des darauf lastenden Gewichts als Rückstellvorrichtung. Dabei nimmt die Rückstellkraft – im Gegensatz zur Verwendung von Federn – mit zunehmender Auslenkung nicht zu, sondern sogar ab. Damit wird einerseits eine optimale Stabilisierung bei Geradeausfahrt erreicht und andererseits die Tendenz zum Aufsteigen in den Kurven vermindert, insbesondere auch weil aufgrund dieser Konstruktion bei einer Auslenkung das äussere Rad stärker belastet wird.
Da die Seetalbahn bereits 1910 elektrifiziert worden ist, ist keine dieser Lokomotiven erhalten geblieben.

### Lokomotiven der Régional Saignelégier-Glovelier

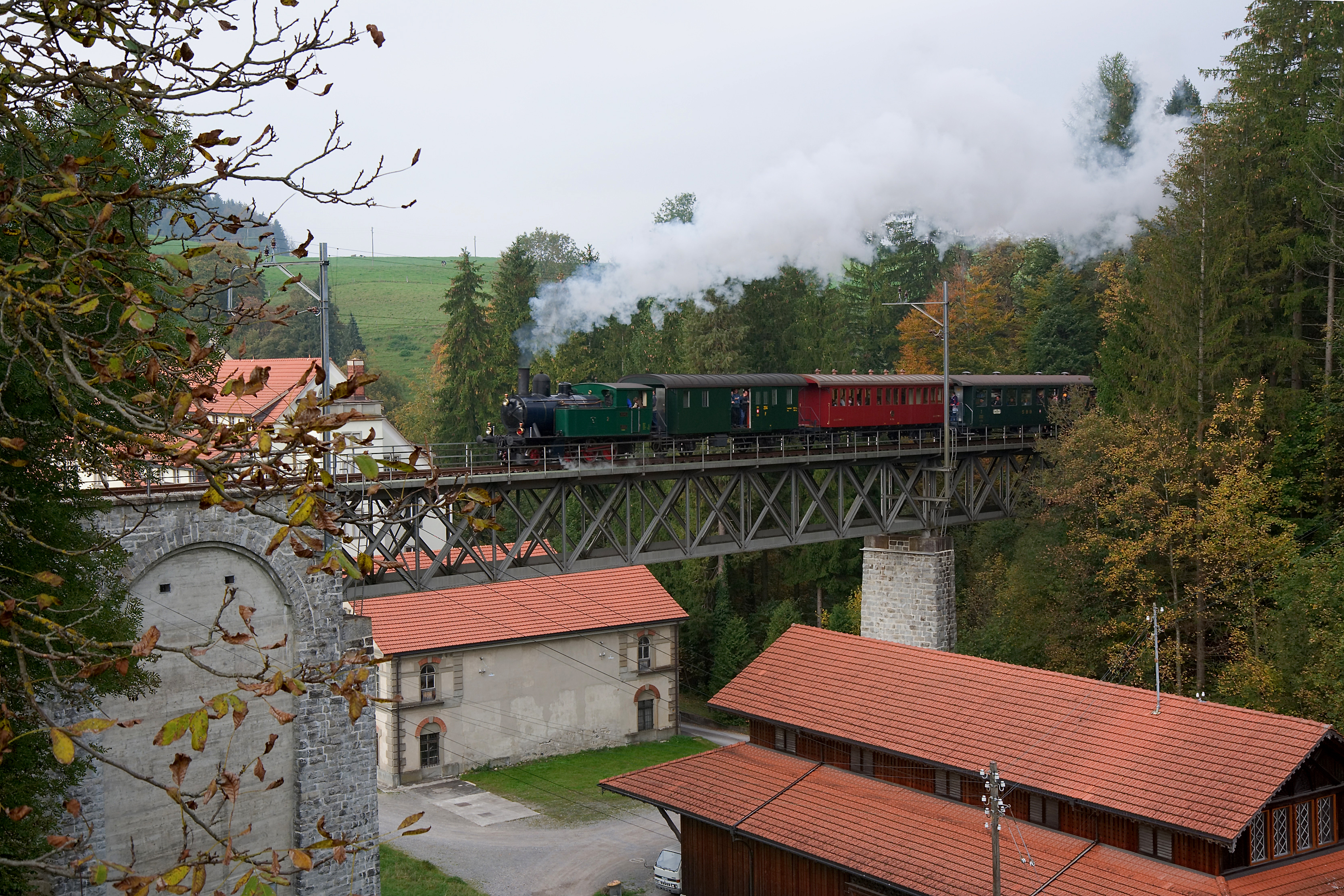
Personenzug des DVZO mit Dampflokomotive Ed 3/4 Nr. 2

Drei gleichartige Lokomotiven (Nr. 1–3) wurden dann 1903 auch an die Régional Saignelégier–Glovelier (RSG) geliefert. Nach der Beschaffung von zwei Dampftriebwagen kamen die Lokomotiven aber nur noch vor Güterzügen und schweren Personenzügen zum Einsatz.
Die Ed 3/4 Nr. 1, die als einzige 1939 einen Überhitzer erhalten hatte, wurde nach der Umspurung der Strecke Saignelégier–Glovelier auf Schmalspur Ende 1952 an die Firma Sulzer verkauft, wo sie im Werk Winterthur eingesetzt wurde.
Die Lokomotive Nr. 2 gelangte 1934 an die in Betriebsgemeinschaft mit der RSG stehende Régional Porrentruy-Bonfol (RPB) und wurde dann 1949 ebenfalls an die Firma Sulzer für das Werk in Oberwinterthur verkauft. Ihre Aufgabe beim RPB übernahm dann die Ed 3/4 Nr. 3.
Die Ed 3/4 Nr. 1 wurde 1957 abgebrochen, während die Nr. 2 1972 vom Dampfbahn-Verein Zürcher Oberland (DVZO) übernommen wurde. Es ist die einzige erhalten gebliebene Dampflokomotive der Régional Saignelégier-Glovelier. Die Ed 3/4 Nr. 3 wurde 1956 in Romont abgebrochen.

### Lokomotiven der Bern-Schwarzenburg-Bahn

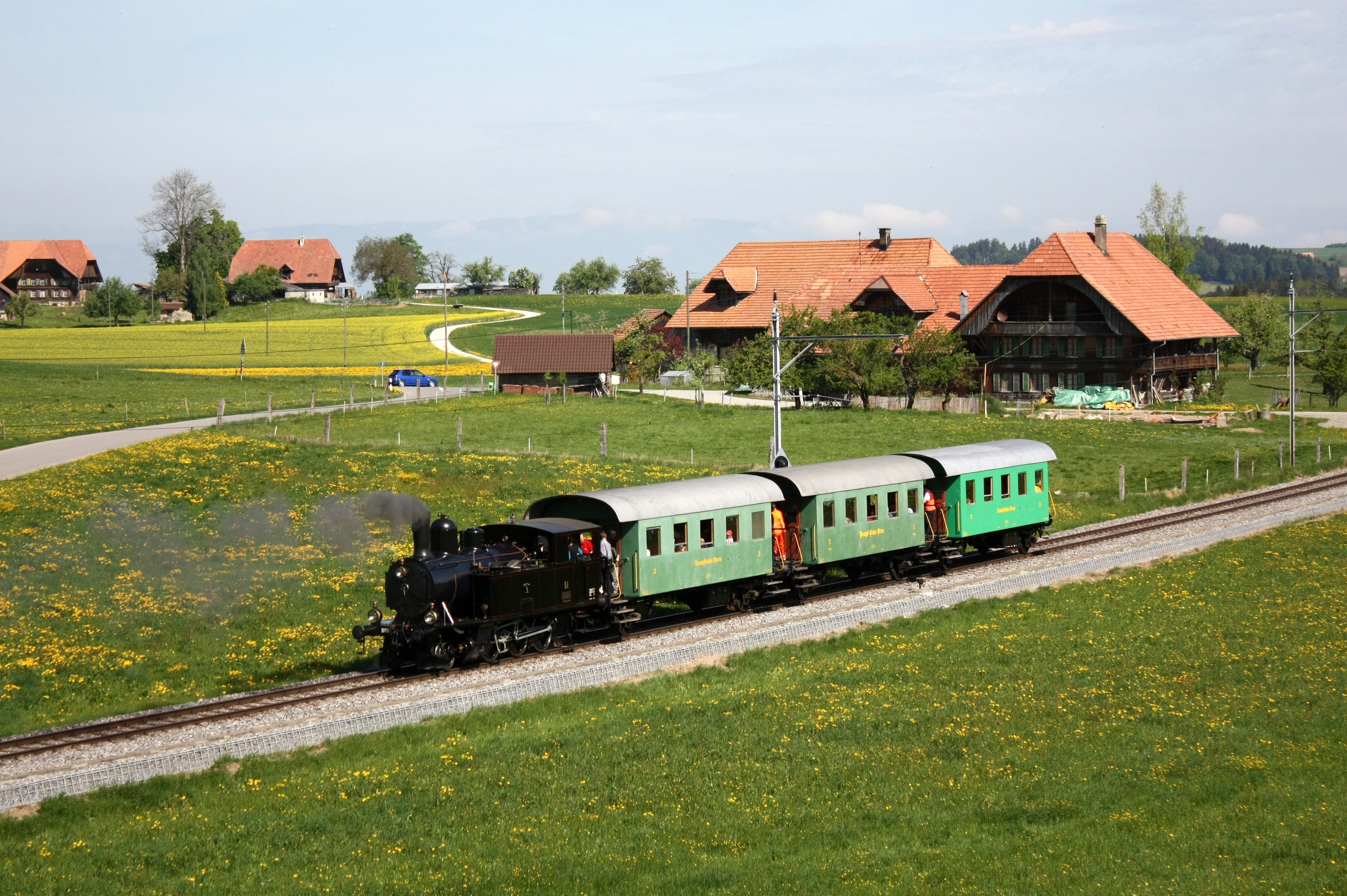
Personenzug des VDBB mit Dampflokomotive Ed 3/4 Nr. 51 auf der Bahnstrecke Bern Fischermätteli–Schwarzenburg

1907 wurden zwei weitere Lokomotiven (Nr. 51 und 52) an die Bern-Schwarzenburg-Bahn (BSB) geliefert, deren Strecke ebenfalls starke Steigungen mit bis zu 35 ‰ aufweist.
Die ersten beiden Lokomotiven bewährten sich auf der kurvenreichen Bahnstrecke Bern Fischermätteli–Schwarzenburg so gut, dass man beschloss noch eine dritte Lokomotive (Nr. 53) zu beschaffen. Ausser auf der Strecke nach Schwarzenburg kamen diese Lokomotiven aber kaum einmal auf anderen Strecken der Betriebsgemeinschaft der BLS zum Einsatz, da dort andere Lokomotiven besser geeignet waren. Die Laufleistungen der drei Lokomotiven betrugen durchschnittlich bloss 79 km pro Tag, da ein Zug auf der BSB recht viel Zeit benötigte, bis er die ganze Strecke befahren hatte. Das erlaubte inklusive die reguläre Wartung nur knapp zwei Fahrten in beide Richtungen pro Tag.
1911 baute man bei der Lokomotive Nr. 53 versuchsweise eine Teeröl-Feuerung nach System Hardy ein. Man wollte so den Verbrauch von Kohlen reduzieren und stattdessen das billigere Teeröl nutzen. Die Einrichtung schien sich jedoch nicht bewährt zu haben, denn die Lokomotive wurde bereits 1916 nach Frankreich verkauft.
Mit der Elektrifizierung der Strecke Bern–Schwarzenburg im Jahr 1920 wurden auch die beiden anderen Dampflokomotiven überflüssig. Die Nr. 52 wurde 1926 an die Régional du Val-de-Travers verkauft (eingereiht als Nr. 9) und 1946 ausrangiert. Die Nr. 51 ging zuerst an die BLS über, welche sie dann 1932 an die Zementwerke Holderbank verkaufte, wo sie sich im strengen Werkverkehr zu bewähren hatte. 1955 führte die SLM noch einmal eine grössere Revision mit Ersatz der Feuerbüchsrohrwand durch. 1956 schaffen die Zementwerke Holderbank eine erste Diesellokomotive an, die Dampflokomotive Nr. 51 wurde aber vorerst als Reservetriebfahrzeug behalten und erst 1967 ausser Betrieb gestellt.
1970 erwarb der zu diesem Zweck gegründete Verein Dampflok 51 die Ed 3/4 Nr. 51 und liess sie nach Schwarzenburg in ihre einstige Heimat überführen. Es musste damals aber darauf verzichtet werden, die Lokomotive fahrbereit herzurichten und so wurde sie beim Bahnhof Schwarzenburg als Denkmal aufgestellt.
Die immer häufiger geäusserte Absicht, die Lokomotive wieder betriebsfähig herzurichten, konkretisierte sich, als der Eigentümerverein beschloss, mit dem Verein Dampfbahn Bern (VDBB) zusammenzuarbeiten. Im Juli 1998 wurde die Lokomotive vor den Augen zahlreicher Schaulustiger in Schwarzenburg auf einen Tieflader gehoben und anschliessend ins Depot nach Burgdorf verbracht. Nach erfolgter Hauptrevision wird sie nun seit dem Sommer 2008 vom VDBB für Dampfextrafahrten und öffentliche Dampfzüge eingesetzt.
Noch erhaltene Ed 3/4 vom Typ Seetalbahn
| Bahn                            | Inbetriebnahme | Verbleib                          | aktuelle Bezeichnung | Eindeutige Fahrzeugnummer | Bemerkungen   |
| ------------------------------- | -------------- | --------------------------------- | -------------------- | ------------------------- | ------------- |
| Régional Saignelégier–Glovelier | 1903           | Dampfbahn-Verein Zürcher Oberland | 2 Hinwil             | 90 85 0007 422-8          | betriebsfähig |
| Bern-Schwarzenburg-Bahn         | 1906           | Verein Dampfbahn Bern             | BSB 51               | 90 85 0007 451-7          | betriebsfähig |

## Bauart Ed 3/4 Typ Sensetalbahn

### Lokomotiven der Sensetalbahn
1903 wurden für die Sensetalbahn zwei Lokomotiven (Nr. 31 und 32) geliefert, die vom Typ Seetal abgeleitet waren, aber grössere Treibräder (1230 mm Durchmesser anstelle von 1030 mm) und grössere Zylinder erhielten und zudem ein grösseres Reibungsgewicht (12,5 t anstatt 11 t pro Antriebsachse) hatten. Treibachse war aber weiterhin die dritte Antriebsachse (Typenskizze siehe).
Die Lokomotiven erwiesen sich aber als zu schwer und wurden schon bald durch sogenannte Glaskasten, Ed 2/2-Dampfloks, ersetzt. In der Folge wurde bereits 1911 die Ed 3/4 Nr. 31 an die Régional Porrentruy–Bonfol (RPB) verkauft und nach der Elektrifizierung dieser Strecke 1954 in Chavornay abgebrochen. Die Ed 3/4 Nr. 32 wurde 1916 nach Frankreich verkauft und später ebenfalls abgebrochen.

### Lokomotiven der Solothurn-Münster-Bahn

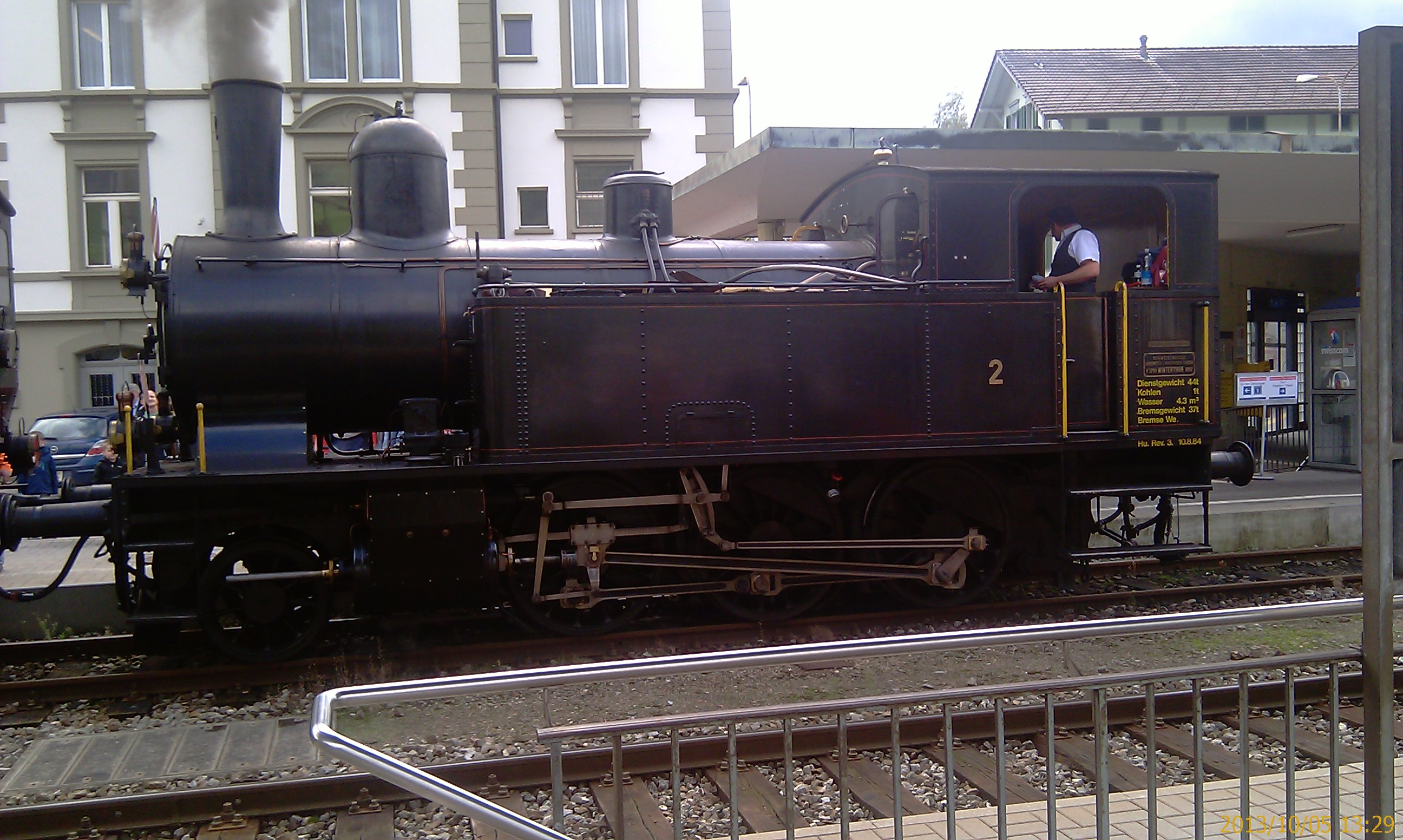
Dampflokomotive Ed 3/4 2 des Vereins Historische Eisenbahn Emmental, ex SMB

Drei Lokomotiven Nr. 1–3 von diesem zweiten Typ wurden dann 1908 auch an die Solothurn-Münster-Bahn (SMB) geliefert. Nach der Elektrifizierung der Strecke im Jahre 1932 wurde die Ed 3/4 Nr. 1 1934 an die Dreispitzverwaltung Basel als Nr. 6 Ruchfeld verkauft. Sie gelangte 1945 zur Lonza nach Visp als Werkslok Nr. 1 und wurde ab 1965 für das Technorama in Winterthur reserviert. Seit 1972 ist die Lokomotive beim DVZO im Zürcher Oberland in einem Depot abgestellt und wartet auf eine Revision.
Die Lokomotive Nr. 2 kam 1932 ins Gaswerk Zürich in Schlieren als Werkslok Nr. 2 und wurde 1946 an die Holzverzuckerungs AG (Hovag) in Ems, ebenfalls als Werkslok Nr. 2, weitergegeben. Im Jahre 1973 wurde die Lokomotive von zwei privaten Dampflokomotiv-Liebhabern in Langenthal gekauft, wodurch sie vor dem Abbruch gerettet wurde. Nach einer umfassenden Revision war die Lokomotive ab 1985 wieder voll einsatzfähig und führte Extrazüge.
1996 wurde der Verein Dampflok Freunde Langenthal gegründet und die Lokomotive wurde treuhänderisch dem Verein für den Betrieb übergeben.
Ende 2013 wurde dieser Verein in den Verein Historische Eisenbahn Emmental (VHE) integriert, der nun für den Unterhalt und Betrieb der Dampflokomotive SMB Nr. 2 verantwortlich ist.
Die einzige der Dampflokomotiven der SMB, die bisher verschrottet wurde, ist die Nr. 3. Sie wurde 1933 an die Bulle-Romont-Bahn (BR) verkauft, dort 1951 ausrangiert und 1953 als Schrott nach Belgien transportiert.
Noch erhaltene Ed 3/4 vom Typ Sensetalbahn
| Bahn                   | Inbetriebnahme | Verbleib                              | aktuelle Bezeichnung | Eindeutige Fahrzeugnummer | Bemerkungen         |
| ---------------------- | -------------- | ------------------------------------- | -------------------- | ------------------------- | ------------------- |
| Solothurn-Münster-Bahn | 1907           | Dampfbahn-Verein Zürcher Oberland     | Nr. 1                |                           | nicht betriebsfähig |
| Solothurn-Münster-Bahn | 1907           | Verein Historische Eisenbahn Emmental | SMB 2                | 90 85 0007 402-0          | betriebsfähig       |

## Bauart Ed 3/4 Typ Huttwil-Bahnen

Eröffnungszug der RSHB mit Dampflokomotive Ed 3/4

Für die 1908 eröffnete Strecke von Ramsei nach Huttwil und Wasen der Ramsei-Sumiswald-Huttwil-Bahn (RSHB) machte sich die Langenthal-Huttwil-Bahn (LHB), die für den Betrieb der verantwortlich war, ihre bereits vorliegenden Erfahrungen mit Dampflokomotiven vom Typ E 3/3 zu Nutze und bestellte bei der SLM in Winterthur drei wesentlich stärkere und auch schnellere Maschinen vom Typ Ed 3/4 (Nr. 21–23). Weitere Ed 3/4 wurden auch gleich für die eigene Strecke von Langenthal nach Huttwil und für die ebenfalls in Betriebsgemeinschaft betriebene Huttwil-Wolhusen-Bahn (HWB) angeschafft.
Abweichend von den beiden anderen Standardtypen, hatten diese Lokomotiven die zweite Antriebsachse als Treibachse, was möglich war, weil der Gesamt-Achsstand der Antriebsachsen auf 3 m verlängert worden war. Zudem hatten die Lokomotiven anstatt der seitlichen Wasserkästen einen zentralen Wasserkasten unter dem Langkessel (wie die zur gleichen Zeit in der SLM gebauten E 3/3 der Bauart Tigerli). Damit konnte zwar weniger Wasser-Vorrat mitgenommen werden (3 m³ anstatt 4 m³), aber für die kurzen Strecken der drei Bahnen genügte dies. Alle diese Anpassungen bewirkten nun, dass die Lokomotiven das Gesicht einer richtigen Strecken-Lokomotive bekamen.

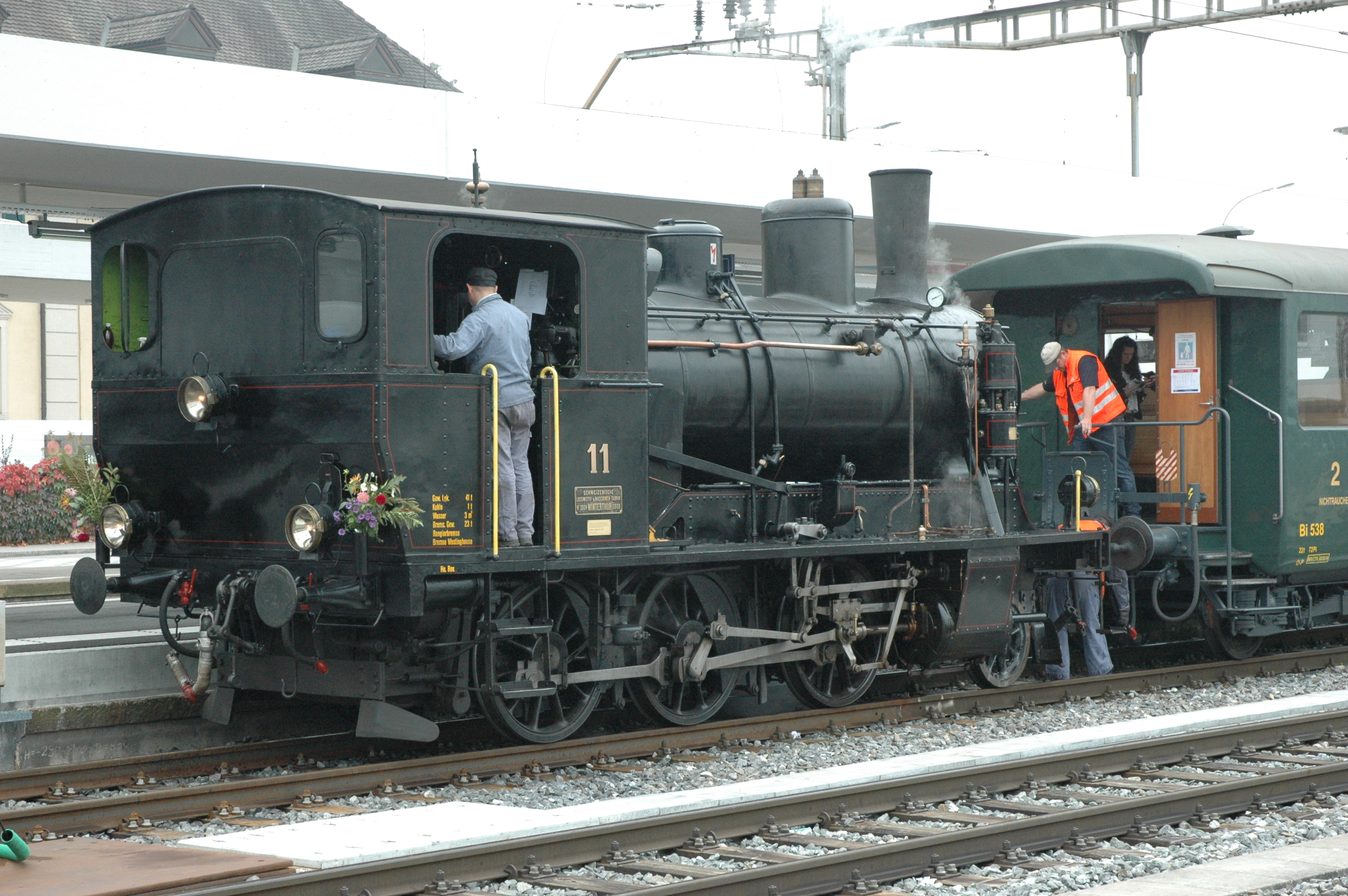
Dampflokomotive Ed 3/4 11 des Vereins Historische Eisenbahn Emmental, ex LHB

Von diesen Lokomotiven ist heute nur noch eine betriebsfähig, die Nr. 11 der LHB.
Die Ed 3/4 Nr. 11 wurde 1922 von Nass- auf Heissdampfbetrieb umgebaut und im Jahr 1941 erhielt sie sogar eine elektrische Beleuchtung. 1949 verkaufte dann die aus der Fusion der LHB, HWB und RSHB entstandenen Vereinigten Huttwil-Bahnen (VHB) die Lokomotive an die Firma Von Roll nach Gerlafingen, wo sie bis 1973 in Betrieb stand.
Danach wurde die Lokomotive an die damalige Eurovapor Gruppe Emmental übergeben und in Eriswil abgestellt. In der Folge gelangte die Dampflok regelmässig zum Einsatz vor Extrazügen. Zwar musste die Dampflokomotive 1981 altersbedingt ausser Dienst gestellt werden, nach einer Totalrevision durch Mitglieder der damaligen Eurovapor Gruppe Emmental, dem heutigen Verein Historische Eisenbahn Emmental, konnte sie aber bereits 1984 wieder feierlich in Betrieb genommen werden.
Noch erhaltene Ed 3/4 vom Typ Huttwil-Bahnen
| Bahn                    | Inbetriebnahme | Verbleib                              | aktuelle Bezeichnung | Eindeutige Fahrzeugnummer | Bemerkungen   |
| ----------------------- | -------------- | ------------------------------------- | -------------------- | ------------------------- | ------------- |
| Langenthal-Huttwil-Bahn | 1908           | Verein Historische Eisenbahn Emmental | LHB 11               | 90 85 0007 411-1          | betriebsfähig |